# Cal Ros del Maiol (Masquefa)
Cal Ros del Maiol és una obra eclèctica de Masquefa (Anoia) inclosa a l'Inventari del Patrimoni Arquitectònic de Catalunya.

## Descripció
Edifici entre mitgeres. De planta baixa i dos pisos i una torratxa central de planta quadrada i coberta amb un terrat. A la façana hi ha dos eixos de composició en el que destaquen el balcó corregut de la planta primera, les cornises sobre les llindes dels balcons, les obertures del segon pis, formades per tubs de fosa, i la cornisa de remat. Les baranes del terrat del cos elevat són de terracota.

## Història
Els primers propietats eren de Piera. Havia estat magatzem de vi.